# Geodena pringlei
Geodena pringlei là một loài bướm đêm trong họ Geometridae.